# Вуковар (ракетный катер)
RTOP-41 «Vukovar» (с хорв. — «Вуковар») — хорватский (ранее финский) ракетный катер типа «Хельсинки», несущий службу в составе ВМС Хорватии с 2009 года. Был построен в 1985 году в Финляндии на верфи «Вяртсяля», нёс службу под кодовым именем FNS-62 «Оулу». Ранее под именем «Вуковар» нёс службу торпедный катер проекта 206.

## О корабле
Водоизмещение 300 т, размеры: длина 45 м, ширина 8,8 м и осадка 3 м. Три дизельных двигателя MTU 16V 538 TB92, мощность 9000 кВт. Максимальная скорость в 32 узла, экипаж 30 человек. Оснащён 57-мм пушкой «Бофорс», двумя 23-мм зенитными орудиями «Сако», восемью ракетами RBS-15 и двумя бомбомётами.
Из состава ВМС Финляндии «Оулу» был выведен в 2007 году и вскоре продан Хорватии за 9 миллионов евро вместе с катером «Котка». Первым командиром катера был назначен лейтенант Срджан Билич. В состав ВМС корабль вошёл 26 января 2009, первое боевое задание выполнил уже через месяц.

## Галерея

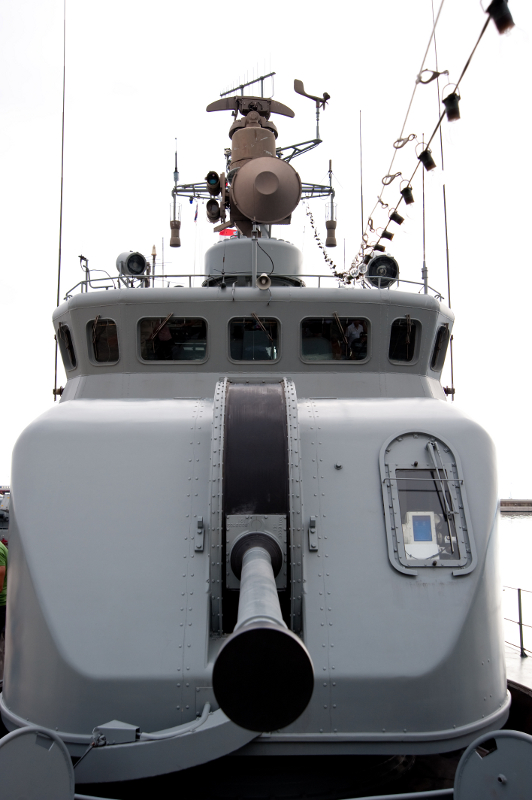
57-мм орудие «Бофорс»
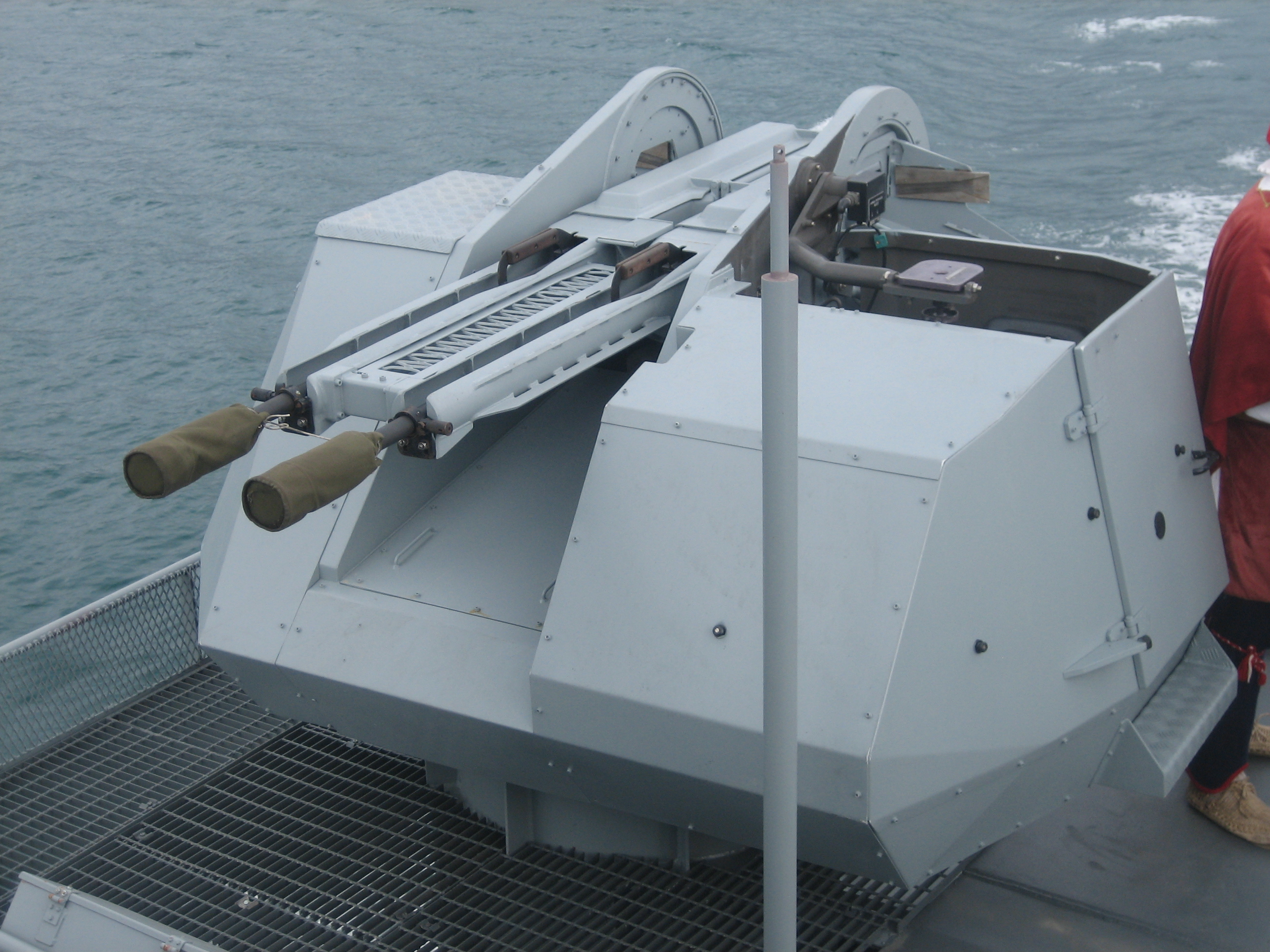
23-мм пушка «Сако»
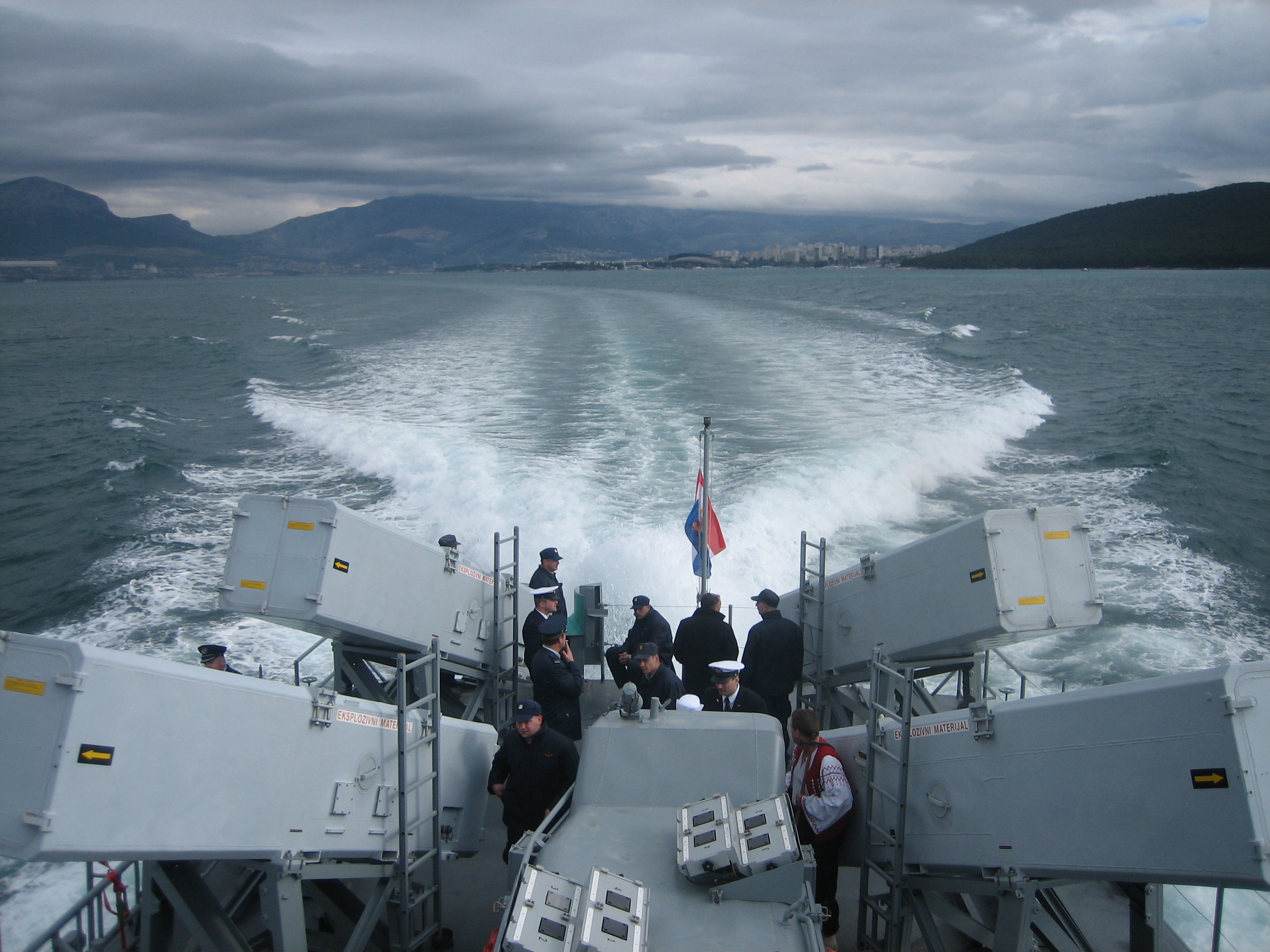
Ракеты RBS-15